# 竹村一義
竹村一義（1949年12月19日—），日本棒球選手，出生於日本高知県安芸郡安田町，曾經效力於日本職棒阪神虎等隊伍，於1977年退休，生涯通算30次勝投。